# 葉洛夫卡河
葉洛夫卡河是俄羅斯的河流，位於堪察加半島，河道全長約160公里，流域面積8,240平方里，最終注入堪察加河，是紅大馬哈魚、大麻哈魚和大麻哈魚的產卵地。